# Niendorf an der Stecknitz
Niendorf an der Stecknitz là một đô thị thuộc huyện Lauenburg, trong bang Schleswig-Holstein, nước Đức. Đô thị Niendorf an der Stecknitz có diện tích 8,41 km², dân số thời điểm 31 tháng 12 năm 2006 là 632 người.